# Verleihung des Nestroy-Theaterpreises 2016

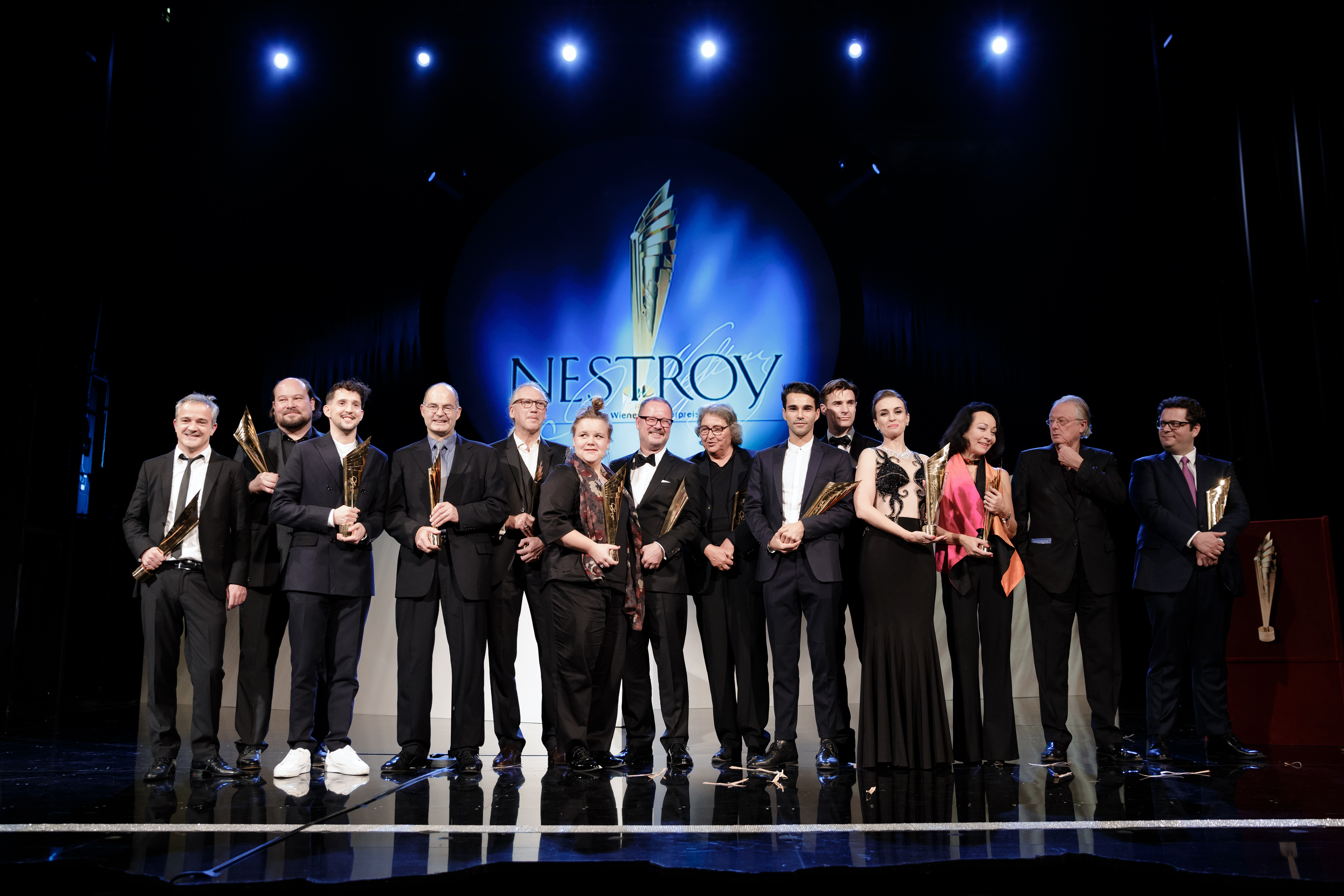
Preisträger der Nestroy-Verleihung 2016

Die Nestroyverleihung 2016 war die 17. Verleihung des Nestroy-Theaterpreises und fand am 7. November 2016 im Ronacher statt. Moderiert wurde die Preisverleihung von Steffi Krautz und Markus Meyer. Die Gewinner von drei Kategorien (Lebenswerk, Beste Ausstattung und Bestes Stück – Autorenpreis) wurden im Vorfeld am 27. September 2016 gleichzeitig mit den Nominierungen bekannt gegeben. Die Veranstaltung wurde auf ORF III übertragen.

## Ausgezeichnete und Nominierte 2016
Anmerkung: Es sind alle Nominierten des Jahres angegeben, der Gewinner steht immer zuoberst. Die Verleihung des Nestroy 2016 bezieht sich auf die Theatersaison 2015/2016.
| Meiste Nestroys:      | keine Produktion konnte mehr als einen Nestroy gewinnen               |
| Meiste Nominierungen: | Fräulein Julie und Diese Geschichte von Ihnen (je drei Nominierungen) |

### Beste deutschsprachige Aufführung
Engel in Amerika – Inszenierung: Simon Stone, Ort: Theater Basel
Ein Käfig ging einen Vogel suchen – Inszenierung: Andreas Kriegenburg, Ort: Deutsches Theater Berlin
Schiff der Träume – Inszenierung: Karin Beier, Ort: Schauspielhaus Hamburg

### Beste Bundesländer-Aufführung
Lichter der Vorstadt – Inszenierung: Alexander Charim – Landestheater Niederösterreich
Kasimir und Karoline – Inszenierung: Dominic Friedel – Schauspielhaus Graz
Lavant! – Bernd Liepold-Mosser und Ute Liepold – Stadttheater Klagenfurt

### Beste Regie
Andrea Breth – Diese Geschichte von Ihnen – Akademietheater
Anna Bergmann –  Fräulein Julie – Theater in der Josefstadt
Jan-Christoph Gockel – Imperium – Schauspielhaus Wien

### Beste Ausstattung
Harald B. Thor – Wassa Schelesnowa – Burgtheater

### Beste Schauspielerin

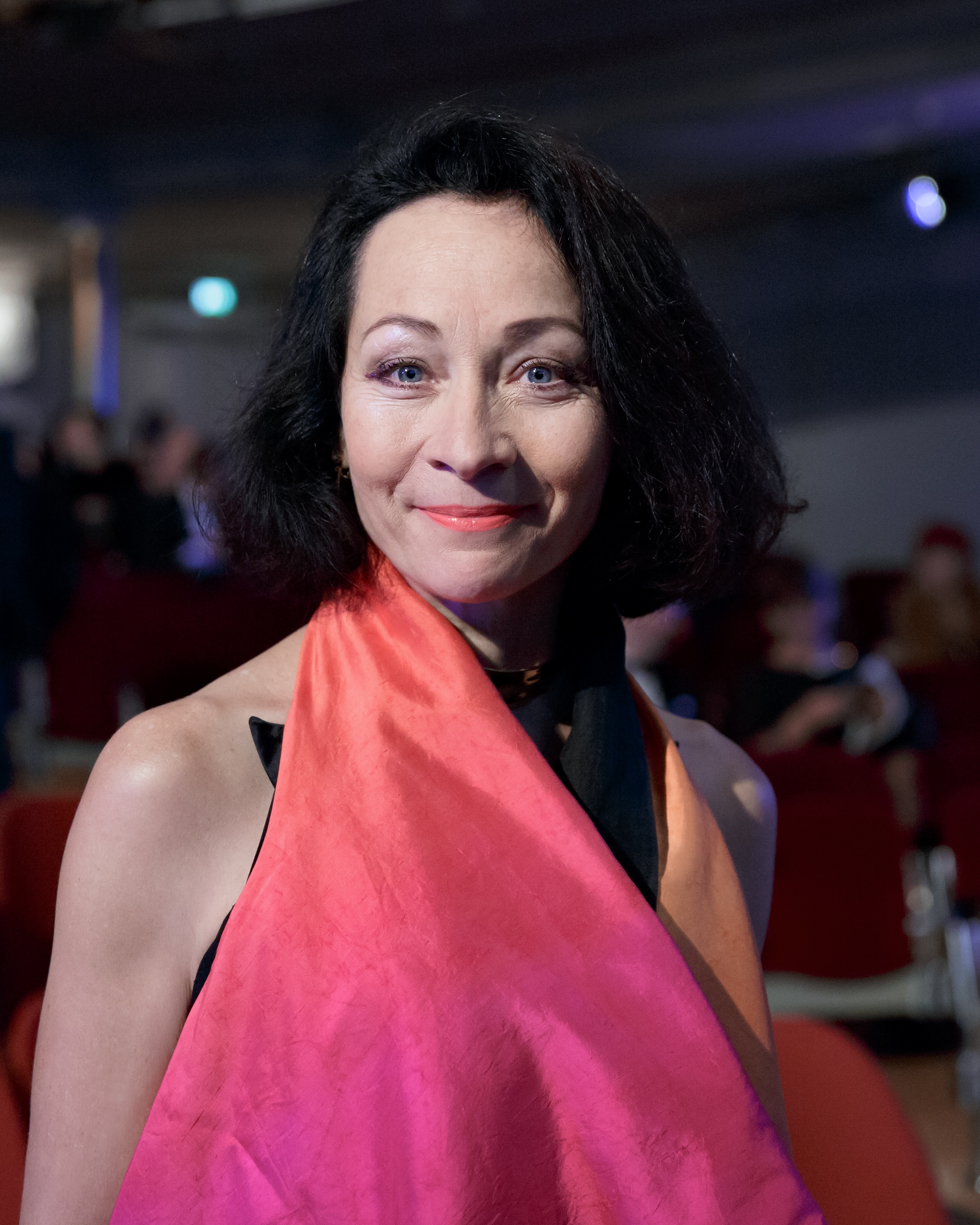
Sona MacDonald

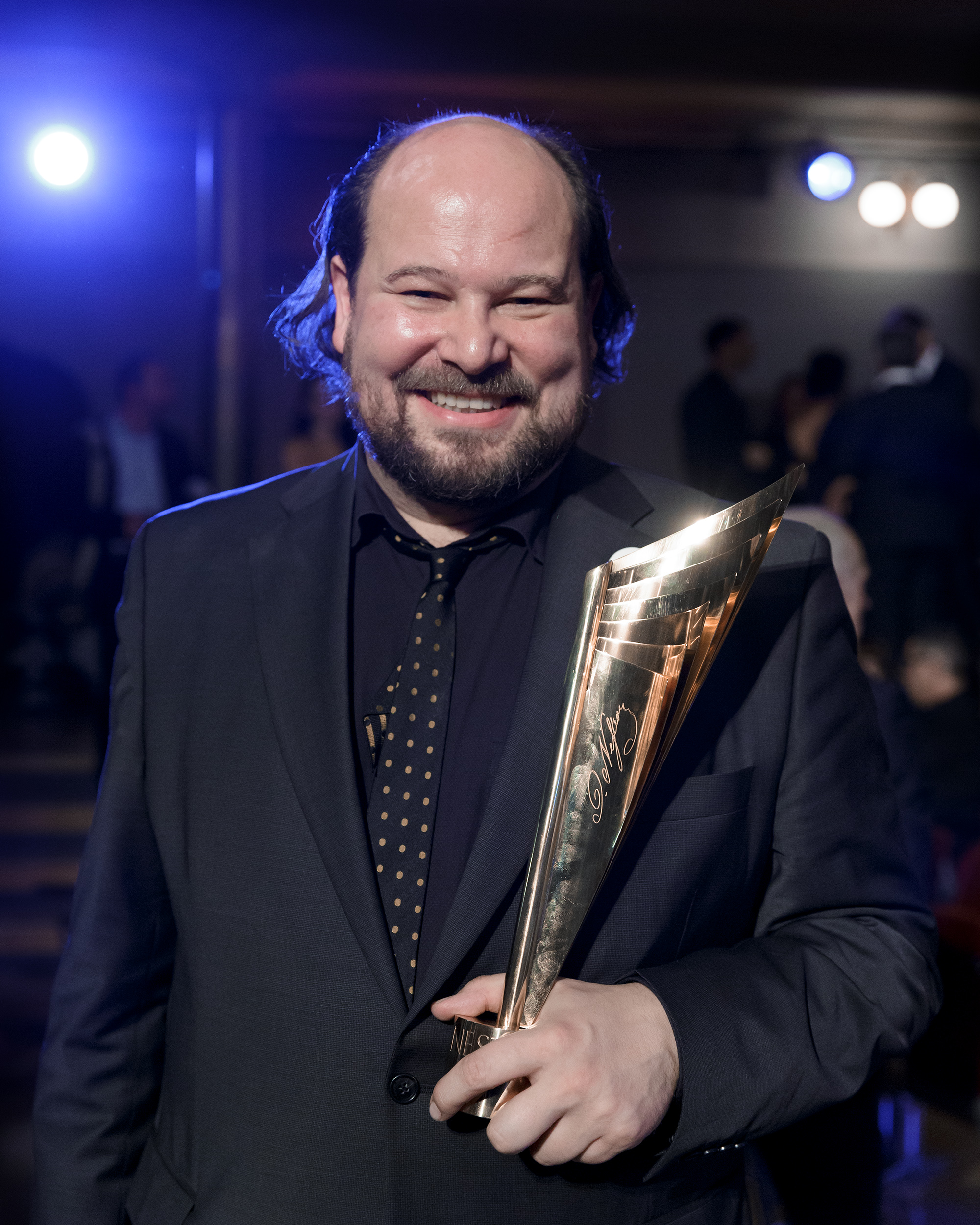
Rainer Galke

Sona MacDonald – Fräulein Julie (Julie) – Theater in der Josefstadt und Blue Moon (Sie) – Wiener Kammerspiele
Stefanie Dvorak – Die Präsidentinnen (Mariedl) – Akademietheater
Claudia Kottal – Die Blonde, die Brünette und die Rache der Rothaarigen (sieben Figuren) – KosmosTheater
Caroline Peters – Bella Figura (Andrea) – Akademietheater
Stefanie Reinsperger – Selbstbezichtigung – Volx/Margareten, Volkstheater

### Bester Schauspieler
Rainer Galke – Alte Meister (Irrsigler) – Volkstheater
August Diehl – Diese Geschichte von Ihnen (Baxter) – Akademietheater
Michael Maertens – Der Revisor (Anton Antonowitsch) – Burgtheater
Nicholas Ofczarek – Diese Geschichte von Ihnen (Johnson) – Akademietheater
Florian Teichtmeister – Fräulein Julie (Jean) – Theater in der Josefstadt

### Beste Nebenrolle
Martin Reinke – Die Wiedervereinigung der beiden Koreas (sechs Figuren) – Akademietheater
Gábor Biedermann – Iwanow (Jewgenij) – Volkstheater
Joachim Bißmeier – Endspiel (Nagg) – Salzburger Festspiele in Koproduktion mit dem Akademietheater
Mavie Hörbiger – Der Diener zweier Herren (Smeraldina) – Burgtheater
Siegfried Walther – Menschen im Hotel (Kringelein) – Wiener Kammerspiele

### Bester Nachwuchs weiblich

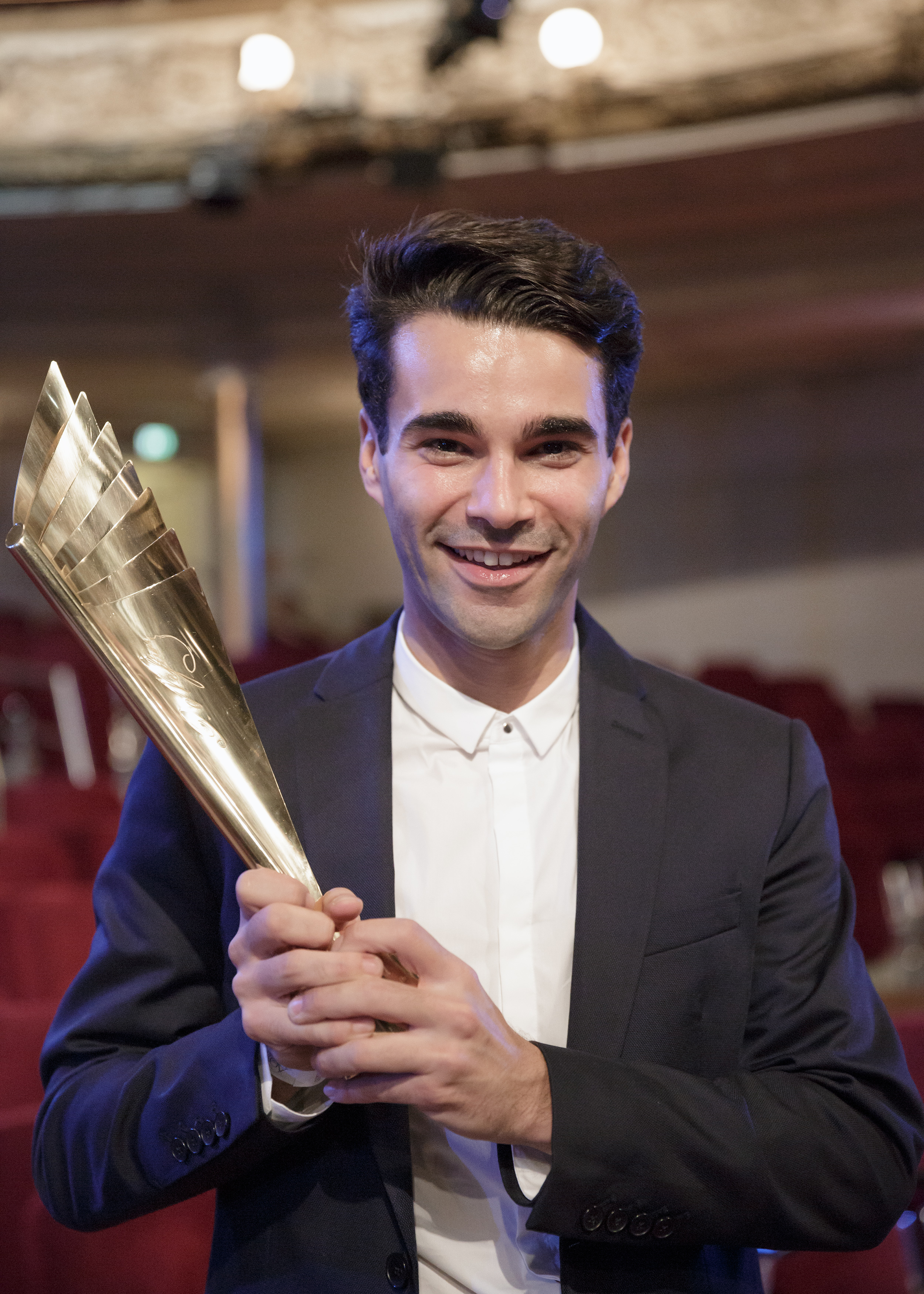
Luka Dimic

Julia Gräfner – Der Sturm (Caliban) – Schauspielhaus Graz
Mieke Biendara – Netboy (Marie) – Theater der Jugend
Marie-Luise Stockinger – Drei Schwestern (Irina) – Burgtheater

### Bester Nachwuchs männlich
Luka Dimic – Tschick (Tschick) – Theater der Jugend
Tino Hillebrand – dosenfleisch (Rolf) – Akademietheater
Meo Wulf – Tschick (Maik Klingenberg) – Theater der Jugend

### Beste Off-Produktion
Kein Stück über Syrien – Aktionstheater Ensemble, Inszenierung von Martin Gruber in Kooperation mit Werk X
Bluad, Roz und Wossa – Inszenierung von Christian Suchy – TAG
In weiter Ferne – Inszenierung von Ingrid Lang – Theater Nestroyhof Hamakom

### Bestes Stück – Autorenpreis
Lost and Found – Yael Ronen – Volkstheater Wien

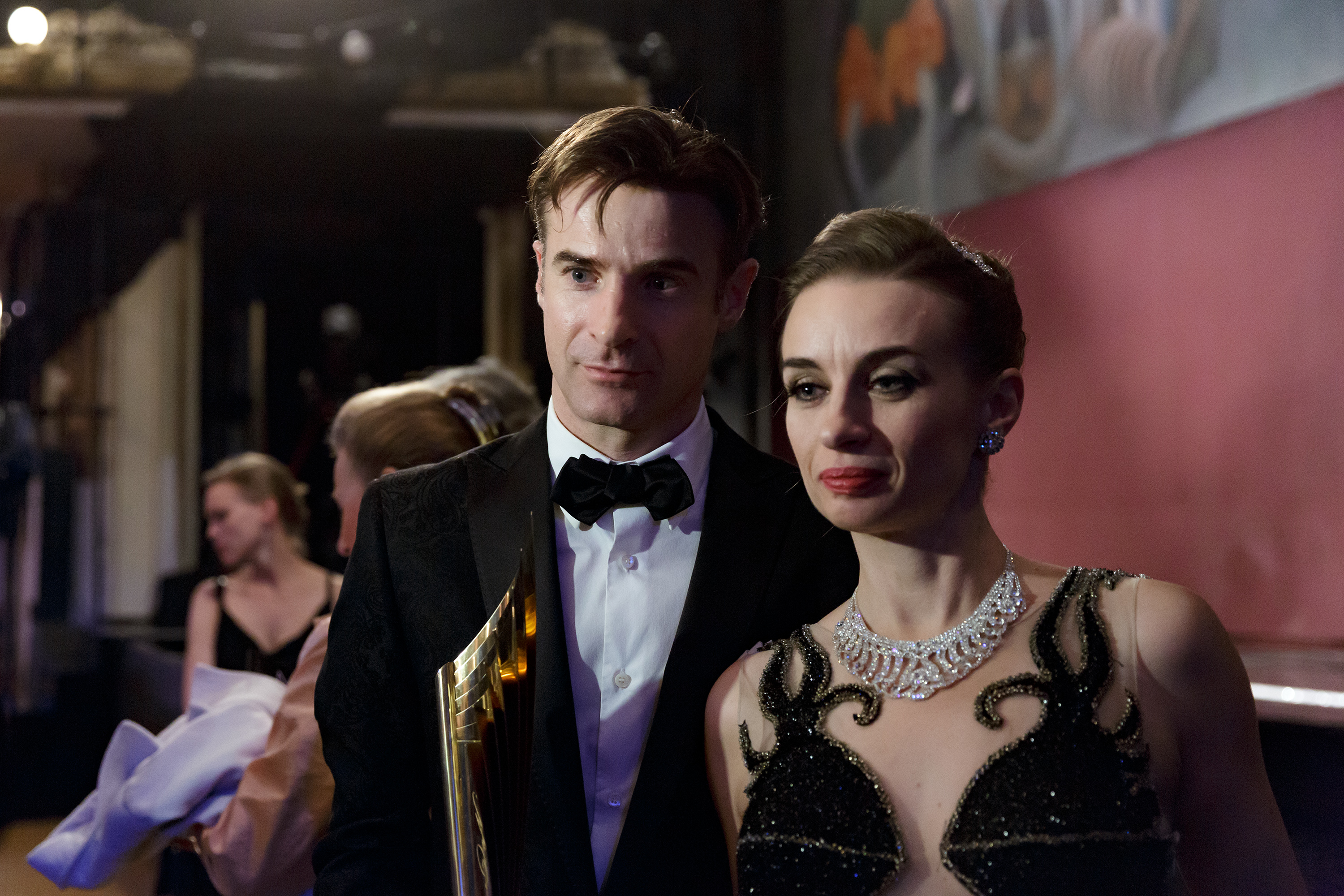
SIGNA

### Spezialpreis
Wir Hunde / Us Dogs – Inszenierung von SIGNA (Signa und Arthur Köstler), Koproduktion mit den Wiener Festwochen und dem Volkstheater
Das Kapitalismustribunal – Haus Bartleby, brut Wien
Schutzbefohlene performen Jelineks Schutzbefohlene – Inszenierung von Tina Leisch und Bernhard Dechant

### Lebenswerk
Frank Castorf

### Publikumspreis
Nikolaus Habjan
Sandra Cervik, Michael Dangl, Gerti Drassl, Günter Franzmeier, Markus Meyer, Joachim Meyerhoff, Petra Morzé, Caroline Peters, Stefanie Reinsperger, Erwin Steinhauer, Birgit Stöger